# Algorithmica
Algorithmica es una revista científica mensual revisada por pares que se centra en la investigación y la aplicación de algoritmos informáticos. La revista se creó en 1986 y es publicada por Springer Science+Business Media. El editor jefe es Mohammad Hajiaghayi. La cobertura temática incluye clasificación, búsqueda, estructuras de datos, geometría computacional y programación lineal, VLSI, computación distribuida, procesamiento paralelo, diseño asistido por computadora, robótica, gráficos, diseño de bases de datos y herramientas de software. 

## Resumen e indexación
Esta revista está indexada por los siguientes servicios:
- Academic OneFile
- ACM Computing Reviews
- ACM Digital Library
- Current Contents / Engineering, Computing, and Technology
- DBLP
- EI - Compendex
- Journal Citation Reports / Science Edition
- Inspec
- io-port – FIZ Karlsruhe
- Mathematical Reviews
- Science Citation Index
- Scopus
- Index to Statistics
- INIS – Atomindex
- International Abstracts in Operations Research
- PASCAL
- Summon by Serial Solutions
- VINITI Database RAS
- Zentralblatt Math